# Course à la direction du Parti libéral du Nouveau-Brunswick de 2012
Le Parti libéral du Nouveau-Brunswick a tenu l'élection de son chef le 27 octobre 2012 pour remplacer le chef sortant Shawn Graham avec un nouveau chef pour conduire le parti à l'élection de 2014. Graham a été élu à la dernière convention pour élire un chef en 2002 (en) ayant défait Jack MacDougall. Graham annonce qu'il ne va pas continuer comme chef le soir du 27 septembre 2010, après avoir perdu l'élection provinciale plus tôt dans la journée et démissionne officiellement le 9 novembre 2010.

## Candidats déclarée
Les personnes suivantes ont été mentionnées dans les rapports des médias à des candidats potentiels,, et par la suite officiellement déclaré leur candidature :

### Brian Gallant
Ancien candidat de Moncton-Est lors de l'élection de 2006; avocat et président de l'Association libérale de Kent-Sud,.
Date du lancement de sa candidature : 25 janvier 2012
Site web :
Appuis :
- Députés provinciaux : (7) Hédard Albert, Caraquet; Donald Arseneault, Dalhousie-Restigouche-Est; Bill Fraser, Miramichi-Baie-du-Vin; Denis Landry,Centre-Péninsule-Saint-Sauveur; Bernard LeBlanc, Memramcook-Lakeville-Dieppe; Bertrand LeBlanc, Rogersville-Kouchibouguac; Roger Melanson, Dieppe-Centre-Lewisville.
- Député fédéraux : Dominic LeBlanc, Beauséjour (2000-présent)
- Ancien premier ministre du Nouveau-Brunswick: : Ray Frenette (1997–1998);
- Ancien députés provinciaux : Roly MacIntyre, Saint-Jean-Est (2003–2010); Laureen Jarrett, Saint-Jean Kings et Ronald Ouellette, Grand-Falls-Drummond-Saint-André (2003–2010).
- Ancien députés fédéraux : Paul Zed, Fundy Royal (1993–1997) et Saint-Jean (2004–2008).

### Mike Murphy
Ancien député de Moncton-Nord de 2003 à 2010; ministre du cabinet sous Graham et ancien président du Parti libéral.
Date du lancement de sa candidature : 5 janvier 2012
Appuis :
- Députés provinciaux : : (3) Chris Collins, Moncton-Est; Rick Doucet, Charlotte-les-Îles; Brian Kenny, Bathurst.
- Ancien Députés provinciaux : (12) Eric Allaby Fundy-Isles; T. J. Burke, Fredericton North; James Doyle, Miramichi-Baie-du-Vin; John Foran Miramichi-Centre; Larry Kennedy, Victoria-Tobique; Kelly Lamrock, Fredericton-Fort Nashwaak; Abel Leblanc, Saint-Jean-Lancaster; Joan MacAlpine-Stiles, Moncton-Ouest; Eugene McGinley, Grand Lake-Gagetown et ancien Président de l'Assemblée législative du Nouveau-Brunswick; John McKay, Miramichi-Centre et ancien Président de l'Assemblée législative du Nouveau-Brunswick; et Wally Stiles, Petitcodiac.
- Ancien député fédéraux : Brian Murphy, Moncton—Riverview—Dieppe (2006–2011) et ancien maire de Moncton.

### Nick Duivenvoorden
Ancien maire de Belledune.

Date du lancement de sa candidature : 26 novembre 2011
Site web :
Appuis :
- Députés provinciaux : : Roland Haché, Nigadoo-Chaleur

## Candidature retirée

### Kelly Lamrock
Ancien député de Fredericton-Fort Nashwaak de 2003 à 2010 et ministre du cabinet sous Graham.
Date du lancement de sa candidature : 1er mars 2012
Date de sa candidature retirée : 17 mai 2012
Appui du député Mike Murphy : 17 mai 2012
Site web :
Appuis :
- Députés provinciaux : : Roland Haché, Nigadoo-Chaleur

### Ne se présentera pas à la chefferie
- Victor Boudreau, député de Shediac—Cap-Pelé depuis 2004 et ministre du cabinet sous Graham. Il devient chef par intérim du Parti  libéral depuis le 10 novembre 2010 et annonce qu'il ne se présentera pas à la direction de la chefferie.
- Greg Byrne, ancien député de Fredericton-Fort Nashwaak de 1995 à 1999 et de Fredericton-Lincoln de 2006 à 2010; ministre du cabinet sous McKenna, Frenette, Thériault et Graham et candidat à la direction libérale en 1998[8].
- Dominic LeBlanc, député fédéral de Beauséjour depuis 2000[9].
- Robert Dysart, président de l'Association libérale de Moncton-Ouest[10].
- Donald Arseneault, député de Dalhousie—Restigouche-Est depuis 2003 et ministre du cabinet et vice-premier ministre sous Shawn Graham[11].
- Mary Schryer, ancien député de Quispamsis de 2006 à 2010 et ministre du cabinet sous Graham.
- Roger Melanson, député de Dieppe-Centre-Lewisville depuis 2010 et conseiller senior de l'ancien premier ministre Camille Thériault.

## Résultats
| Résultats de l'Élection à la chefferie libérale, | Résultats de l'Élection à la chefferie libérale, | Résultats de l'Élection à la chefferie libérale, |
| Candidat                                         | Points                                           | %                                                |
| ------------------------------------------------ | ------------------------------------------------ | ------------------------------------------------ |
| Brian Gallant                                    | 3,259.44                                         | 59.26                                            |
| Michael Murphy                                   | 2,089.39                                         | 37.99                                            |
| Nick Duivenvoorden                               | 151.17                                           | 2.75                                             |